# Paule Frassinetti
Paule Frassinetti (Gênes, 3 mars 1809 - Rome, 11 juin 1882) est une religieuse italienne fondatrice des Sœurs de sainte Dorothée de Frassinetti.

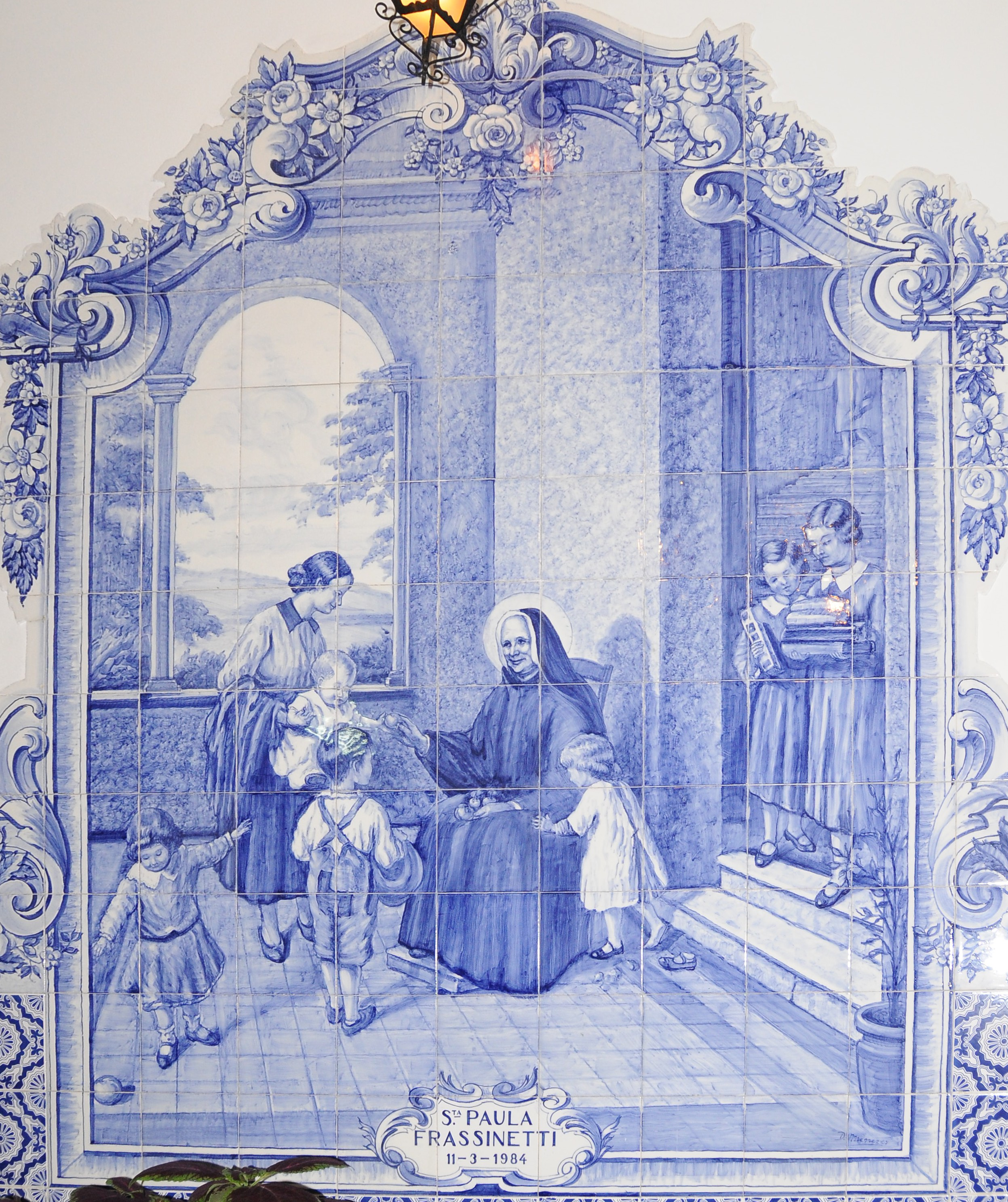
Paola Frassinetti sur azulejos, Vila do Conde, Portugal.

## Biographie

### Jeunesse
Paule-Angèle-Marie Frassinetti naît en 1809 à Gênes. Sa mère meurt alors qu'elle avait 9 ans, et à 12 ans, seule fille dans la famille, elle doit tenir la maison. Elle souhaitait devenir religieuse, mais son père le lui refusa, il avait besoin d'elle au foyer. Elle accepta en vivant dans la prière et la mortification.
À l'âge de 19 ans, épuisée par toutes les tâches qui lui incombaient, et souffrant de troubles respiratoires, elle part chez son frère aîné Joseph Frassinetti, curé de Quinto al mare petit village au bord de la mer. Là, elle s'occupe du catéchisme, ses dons de pédagogue envers les petits enfants se révèlent, et il lui vient à l'esprit de fonder un institut pour s'occuper des enfants pauvres et abandonnés. Le 12 août 1834, six jeunes filles, avec elle, se consacrent à Dieu sous le nom de Filles de la Croix. Elles ouvrent une école. Elles assurent la subsistance de la jeune congrégation en travaillant la nuit, mais elles sont pleines d'enthousiasme, et l'école remporte un grand succès.

### Fondation
Luca Passi, ami de son frère, avait fondé de son côté un groupe pour s'occuper de la jeunesse pauvre, dédié à sainte Dorothée. Il demande à Paule de le prendre en charge. Elle accepte sans hésiter et, en 1835, les Filles de la Croix deviennent Sœurs de sainte Dorothée.
Paule s'en va à Rome où désormais, elle passera la plus grande partie de sa vie. Le pape Grégoire XVI l'encourage vivement, et lui confie en 1844 l'établissement de Sainte-Marie-du-Refuge, près de l'église Saint-Onuphre-du-Janicule, plus connu sous le nom de Conservatoire Torlonia (it), qui deviendra la maison-mère de la congrégation. À son tour, le pape Pie IX l'aidera et la soutiendra en approuvant sa fondation en 1863.
Elle meurt à Rome le 11 juin 1882, d'une pneumonie. Mais de son vivant, elle a vu sa congrégation essaimer au Portugal et au Brésil.

### Spiritualité
Paule Frassinetti a toute sa vie vénéré la Croix. Elle disait : " Ah, n'importe quelle punition, disait-elle, mais ne m'enlevez pas ma croix ! ". Elle était animée d'une profonde force intérieure, soutenue par sa dévotion au Sacré-Cœur. Jean-Paul II disait d'elle : " La force intérieure qui l'entraînait à vivre si intégralement la "folie" de la croix provenait de sa tendre dévotion au Sacré-Cœur de Jésus. Elle se rendait compte que nul ne saurait exercer un véritable apostolat sans avoir imprimé dans son cœur les stigmates du Christ, sans qu'opère en lui l'ineffable enlacement d'amour et de douleur synthétisé dans le Sacré-Cœur de Jésus. ".
Avec les Sœurs de sainte Dorothée, Paule a servi la promotion de la femme : Jean-Paul II a fait remarquer qu'elle représentait :  " les qualités féminines les plus délicates qui sont un bienfait pour la société et l'avènement du Royaume du Christ.".

## Béatification, canonisation
Elle est béatifiée le 8 juin 1930 par le pape Pie XI et canonisée le 11 mars 1984 par le pape Jean-Paul II.

## Source
- Osservatore Romano : 1984, n.12